# Oravská Magura
Oravská Magura je slovenské pohoří ležící na Oravě v Žilinském kraji. Povrch je pokryt hustými lesy, ve kterých převažují smrky a buky. Zvláštností pohoří jsou také velké porosty bříz a lísek. Nejvýznamnějšími turistickými středisky jsou Tvrdošín, Zázrivá a Dolný Kubín. Na severovýchodním konci pohoří leží Oravská přehradní nádrž.

## Geografie

Vnější Západní Karpaty, Oravská Magura vyznačena červeným polem

Oravská Magura je rozdělena na tři samostatné geomorfologické podcelky. Je to Paráč, Kubínska hoľa a Budín. Oravská Magura je ohraničena ze severu Beskydskou vrchovinou a kotlinou, na východě Skorušinskými vrchy a na západě Malou Fatrou. Na jihu sousedí s vápencovým pohořím Chočské vrchy. Od těch je však ještě oddělena nevýrazným pásmem Oravské vrchoviny.

## Vrcholy
Nejvyšším vrcholem pohoří je Minčol (1394 metrů). Dalšími významnějšími vrcholy jsou Paráč (1325 metrů) a Budín (1222 metrů). Kompletní seznam tisícimetrových vrcholů uvádí Seznam vrcholů v Oravské Maguře.